# Pleuroprucha rubescens
Pleuroprucha rubescens är en fjärilsart som beskrevs av Paul Dognin 1906. Pleuroprucha rubescens ingår i släktet Pleuroprucha och familjen mätare. Inga underarter finns listade i Catalogue of Life.